# Gbapleu
Gbapleu – miasto w Wybrzeżu Kości Słoniowej, w dystrykcie Montagnes, w regionie Guémon, w departamencie Duékoué.